# 帕利
帕利（法語：Pasly，法語發音：[pali]）是法国上法兰西大区埃纳省的一个市镇，属于苏瓦松区。

## 地理
帕利（49°24'6"N, 3°17'47"E）面积3.02 平方千米，位于法国上法蘭西大區埃纳省，该省份为法国北部内陆省份，北起北部省，西接索姆省和瓦兹省，东临阿登省和马恩省，西南至塞纳-马恩省，东北部与比利时接壤。
与帕利接壤的市镇（或旧市镇、城区）包括：沙维尼、屈菲、波米耶、苏瓦松、沃雷济。
帕利的时区为UTC+01:00、UTC+02:00（夏令时）。

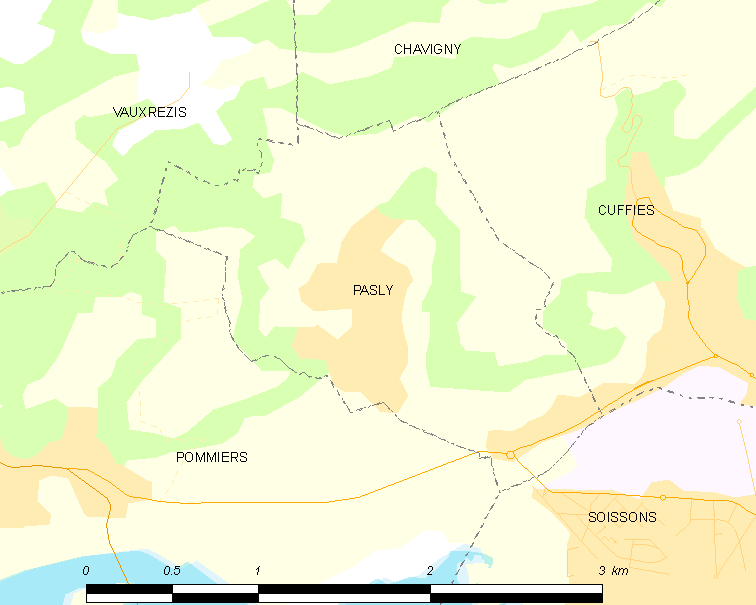
帕利的OSM定位图

## 行政
帕利的邮政编码为02200，INSEE市镇编码为02593。

## 政治
帕利所属的省级选区为苏瓦松第一县。

## 人口

1962-2008年间帕利人口变化图示

帕利于2022年1月1日时的人口数量为1061人。